# Kirkowo
Kirkowo (bułg. Кирково, tur. Kızılağaç) – wieś w Bułgarii, w obwodzie Kyrdżali, siedziba administracyjna gminy Kirkowo. Według danych szacunkowych Ujednoliconego Systemu Ewidencji Ludności oraz Usług Administracyjnych dla Ludności, 15 czerwca 2020 roku miejscowość liczyła 677 mieszkańców.

## Miasta partnerskie
- Maroneia, Grecja